# هنریتا ایبرت
هنریتا ایبرت (انگلیسی: Henrietta Ebert؛ زادهٔ ۱۵ ژانویهٔ ۱۹۵۴) قایقران روئینگ اهل آلمان بود.
وی در مسابقات کشوری و بین‌المللی در مجموع برندهٔ ۳ مدال طلا، ۲ مدال نقره شده‌است.